# Moonrise
Moonrise és una pel·lícula estatunidenca dirigida per Frank Borzage a partir d'una novel·la de Theodore Strauss, estrenada l'any 1948.

## Argument
Danny és jove. El seu pare ha estat condemnat a mort per penjament. Danny té una joventut difícil i no arriba a integrar-se en la comunitat sudista on viu. Li recorda sense parar la seva herència, i acaba per matar, en legítima defensa, un dels seus botxins. Marxa viure als aiguamolls i té el coratge d'afrontar el seu passat.

## Repartiment
- Dane Clark: Danny Hawkins
- Gail Russell: Gilly Johnson
- Ethel Barrymore: Àvia
- Allyn Joslyn: Clem Otis
- Rex Ingram: Mose
- Harry Morgan: Billy Scripture
- Selena Royle: Tia Jessie
- Harry Carey Jr.: Jimmy Biff
- Irving Bacon: Judd Jenkins
- Lloyd Bridges: Jerry Sykes
- Tom Fadden: Homer Blackstone
- Oliver Blake: Ed Conlon

## Nominacions
- Oscar al millor so